# The Bonnie Brier Bush
The Bonnie Brier Bush é um filme dramático britânico de 1921 dirigido por Donald Crisp. Alfred Hitchcock é creditado como designer de intertítulo. Atualmente é considerado um filme perdido.

## Elenco
- Donald Crisp como Lachlan Campbell
- Mary Glynne como Flora Campbell
- Alec Fraser como Lord Malcolm Hay
- Dorothy Fane como Kate Carnegie
- Jack East como Posty
- Langhorn Burton como John Carmichael (creditado como Langhorne Burton)
- Jerrold Robertshaw como Conde de Kinspindle
- Adeline Hayden Coffin como Margaret Howe (creditada como Sra. Hayden-Coffin)